# Zaw
Zaw (Biblisches Hebräisch צַו ‚Befiehl!‘ – zu ergänzen: dem Aaron) bezeichnet einen Leseabschnitt (Parascha oder Sidra genannt) der Tora und umfasst den Text Leviticus/Wajikra 6–8 (6 , 7 , 8 ).
Es handelt sich um die Sidra des 2. Schabbats im Monat Nisan oder des 3. Schabbats im Monat Adar scheni.

## Wesentlicher Inhalt
- Das Ganzopfer soll komplett verbrannt werden und das Altarfeuer die ganze Nacht hindurch brennen.
- Der Priester soll die Asche wegschaffen.
- Das Mehlopfer soll von den Priestern im Vorhof des Stiftszeltes verspeist werden.
- Priesteropfer am Tag ihrer Einsetzung, für den Hohenpriester täglich
- Verzehr von Sünd- und Schuldopfern im Vorhof des Stiftszeltes
- Friedensopfer als Dankopfer in Verbindung mit ungesäuerten und gesäuerten Broten
- Verbot, von diesen Opfern das Fleisch später als am zweiten Tag und in Unreinheit zu genießen
- Verbot, die Fettstücke zu verzehren. Sie sind zu opfern, auch bei profanen Schlachtungen.
- Verbot des Blutgenusses
- Siebentägige Feier zur Einsetzung Aarons und seiner Söhne zu Priestern unter Assistenz des Mose

## Haftara
Die zugehörige Haftara ist Jeremia 7,21–34 ; 8,1–3 ; 9,22–23 .